# Uzi Gal

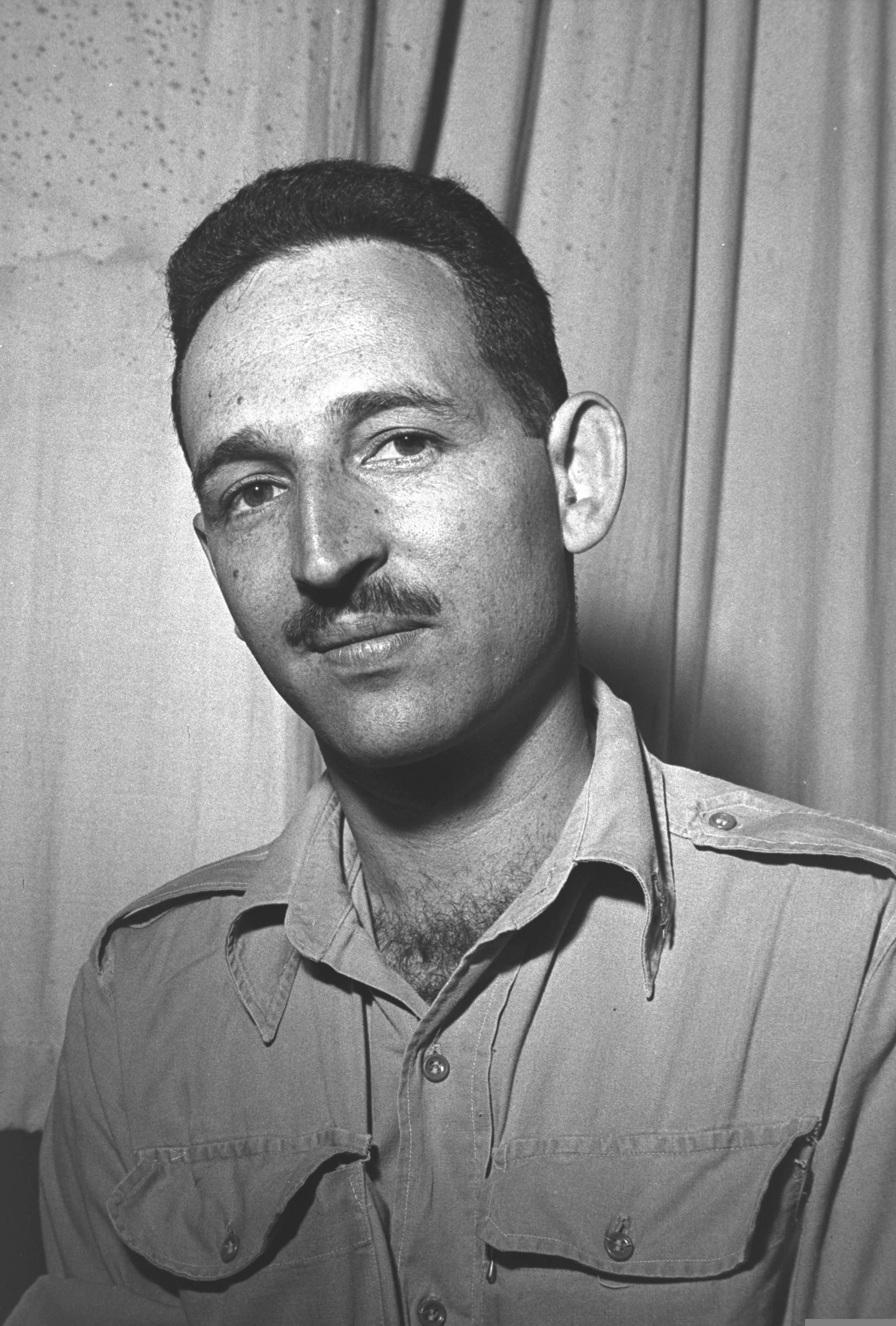
Uzi Gal (1953)

Uzi Gal (eigentlich Uziel Gal, hebräisch עֻזִּיאֵל גַּל ʿUzzīʾel Gal, Plene עוזיאל; * 15. Dezember 1923 in Weimar als Gotthard Glas; † 7. September 2002 in Philadelphia) war ein aus Deutschland stammender israelischer Waffentechniker. Er konstruierte und entwickelte ab 1948 (damals als junger Offizier im Rang eines Leutnants) die bald weltweit verbreitete Maschinenpistole „Uzi“. Am finanziellen Erfolg seiner Erfindung wurde er nie beteiligt.

## Leben
Gotthard Glas, Sohn des Malers und Grafikers Erich Glas und dessen Frau Miele, emigrierte nach der Machtergreifung Hitlers nach Großbritannien und drei Jahre später nach Palästina in den Kibbuz Jagur im Karmelgebirge, wo er den hebräischen Namen Uziel Gal annahm.

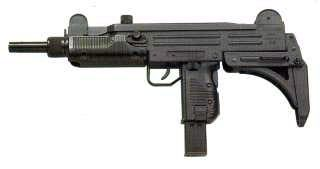
Die „Uzi“

Im Jahre 1943 wurde er wegen illegalen Waffenbesitzes verhaftet und zu sechs Jahren Gefängnis verurteilt, die er im Gefängnis Akkon zum Teil absaß. Er kam jedoch bereits 1946 vorzeitig wieder frei.
Uziel Gal begann 1948, kurz nach dem israelischen Unabhängigkeitskrieg, mit der Arbeit an der Uzi. Sein Projekt wurde offiziell von der israelischen Armee übernommen und die Waffe gegen seinen erklärten Willen Uzi genannt. Uziel Gal war 1958 der erste Preisträger des Israel Security Awards, der ihm von Ministerpräsident David Ben-Gurion in Anerkennung seiner Entwicklungsarbeit verliehen wurde.
Im Jahre 1975 verließ Uziel Gal die Armee und zog 1976 in die USA nach Philadelphia in Pennsylvania, damit seine Tochter Tamar (* 1961), die an einer schweren Hirnerkrankung litt, dort medizinisch behandelt werden konnte (sie starb 1984). Seine Frau starb dort im Jahr 1998. Bis zu seinem Krebstod im Jahre 2002 arbeitete Uziel Gal als Waffenkonstrukteur. Er hinterließ einen Sohn. Beerdigt wurde er im Kibbuz Jagur, wo er früher viele Jahre gelebt hatte.